# Filskov
Filskov – miasto w Danii, w regionie Dania Południowa, w gminie Billund.